# 炔诺酮
炔诺酮（英語： 或 英語：）是一种黄体制剂药物，用做口服避孕药和激素替代療法药物以及治疗一些妇科疾病。